# Lézarde (Seine-Maritime)
Ne doit pas être confondu avec Lézarde (Guadeloupe) ou Lézarde (Martinique).
Pour les articles homonymes, voir Lézarde.
La Lézarde est une petite rivière de Seine-Maritime qui se jette dans l'estuaire de la Seine à Harfleur (rive droite), dans le canal de Tancarville, après un cours de 14,2 kilomètres.

## Géographie

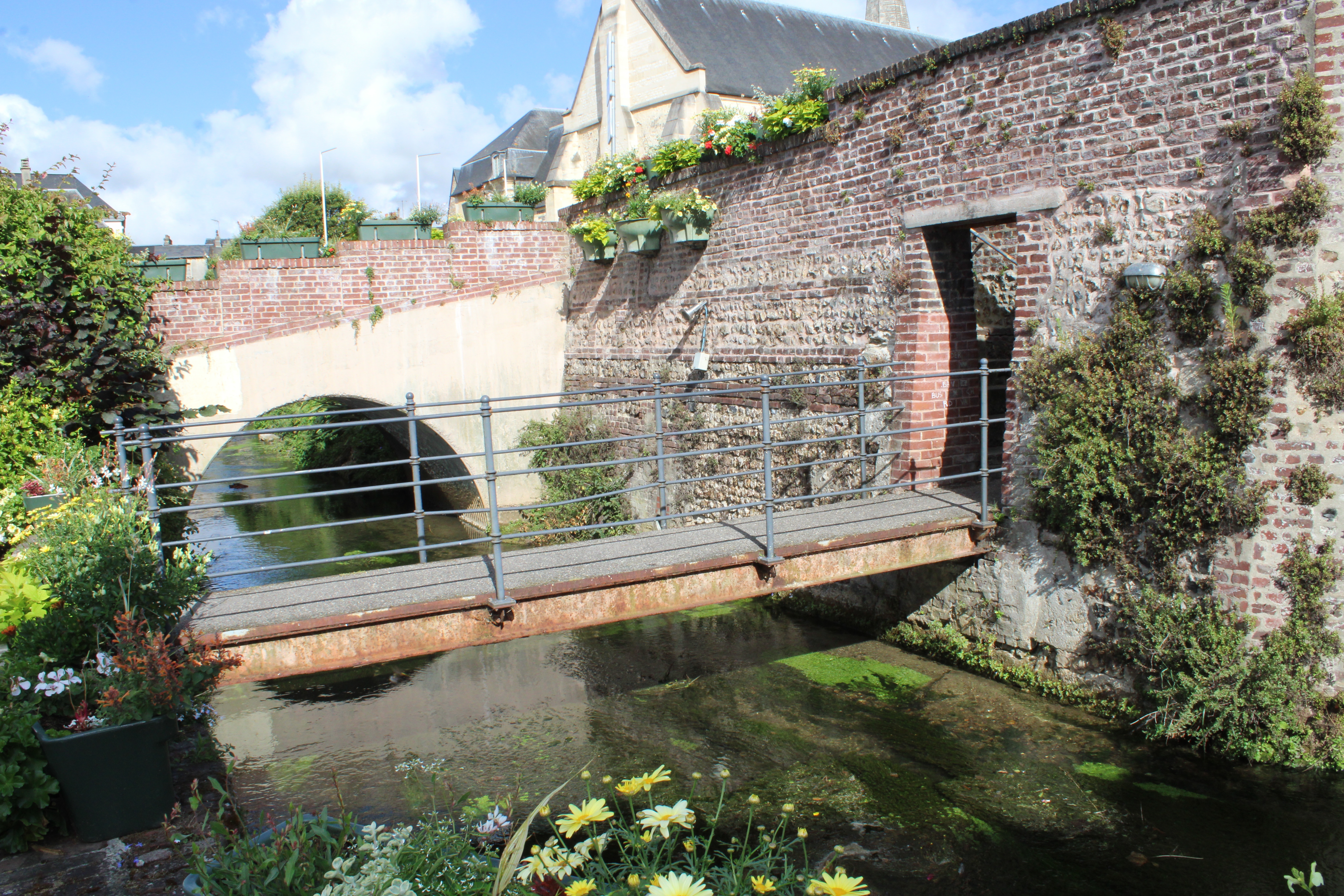
Petit pont sur la Lézarde à Montivilliers.

Elle prend sa source au lieu-dit le Bec (étymologie scandinave bekkr : le ruisseau) à Saint-Martin-du-Bec. Elle arrose Notre-Dame-du-Bec, Rolleville, Épouville, Montivilliers et Harfleur où son cours est canalisé et est rejoint par le ruisseau de Gournay.
Le tracé de la LER longe cette rivière.

## Affluents
Elle a deux affluents :
- la rivière la Rouelles de 4,7 km[2] ;
- la rivière de Saint-Laurent de 5,8 km[3].

La Lézarde reçoit à Montivilliers la Curande, ruisseau permanent, qui provient de Fontenay et qui provoque d'importantes inondations lors des fortes pluies.

## Histoire
Par le passé, des moulins à blé et à gru se trouvaient sur son cours et elle se jetait dans la Seine plus en amont. L'envasement de l'estuaire et le recul du port d'Harfleur ont modifié son cours.

## Inondation
Dans la nuit du 4 au 5 décembre 2023, la commune de Montivilliers, près du Havre (Seine-Maritime), est inondée. Les écoles sont fermées, les pompiers multiplient les interventions et le maire appelle à la plus grande prudence.